# Għaxaq Football Club
El Għaxaq Football Club es un equipo de fútbol de Malta que juega en la Segunda División de Malta, tercera categoría de fútbol en el país.

## Historia
Fue fundado en el año 1950 en la ciudad de Għaxaq, al sureste de Malta e inmediatamente ingresaron a la Tercera División de Malta para la temporada 1950/51. Su primer partido lo jugaron ante el Siggiewi FC el 15 de octubre de 1950, y fue una victoria de 2-1 de local. Seis años en la cuarta categoría estuvo el club hasta su descenso a las ligas isleñas en la temporada 1955/56 y el club desapareció a finales de la década de los años 1960s.

### Retorno del club
A inicios de la década de los años 1970s, el club volvió a ser aceptado en la Tercera División de Malta para la temporada 1971/72, donde pasaron 5 años para ganar el título de la categoría y ascender por primera vez a la Segunda División de Malta. El club dominó la liga en la temporada 1978/79, donde dirigidos por Tony Calleja, el club no tuvo problemas para lograr el ascenso a la segunda categoría para la temporada 1979/80, aunque el club xolo jugó una temporada en la liga.

### Década de 1990
El club estuvo por varios años en la cuarta categoría hasta que retornaron a la Segunda División de Malta para la temporada 1994/95, donde en poco tiempo lograron ascender a la Primera División de Malta, aunque su paso en la liga fue de solo una temporada.

## Palmarés
- Tercera División de Malta: 2

1975/76, 1994/95
- Copa Hijos de Malta: 1

1976
- Copa Amateur de Malta: 1

1976